# Amine El Amali
Amine El Amali est un footballeur algérien né le 29 avril 1988 à Oran. Il évolue au poste d'allier droit à l'ASM Oran.

## Biographie
Lors de la saison 2012-2012, il se classe deuxième du championnat d'Algérie avec le club de l'USM El Harrach. Cette saison là, il inscrit neuf buts en championnat, avec notamment un doublé sur la pelouse de l'USM Bel Abbès.
En 2017, il dispute avec l'USM Bel Abbès les demi-finales de la Coupe d'Algérie, face au CR Belouizdad.
De 2012 à 2018, il dispute un total de 87 matchs en première division algérienne, inscrivant 13 buts.

## Palmarès
- Vice-champion d'Algérie en 2013 avec l'USM El Harrach